# Privatperson
Die Privatperson ist eine in eigener Sache handelnde natürliche Person, die nicht als Stellvertreter im Namen von Unternehmen oder Behörden tätig ist.

## Allgemeines
Mit dem Wort Privatperson soll klargestellt werden, dass jemand ein eigenes privates Interesse verfolgt, nicht jedoch im Auftrag oder als Stellvertreter von Unternehmen oder Behörden handelt und damit deren Interessen (Sachziele oder Formalziele) wahrnimmt. Damit steht bei der Privatperson das Privatleben und nicht die Arbeitsaufgabe im Vordergrund. Die Privatperson übernimmt dabei Rechte und Verpflichtungen, die ihrem Privatvermögen zuzuordnen sind und haftet auch mit diesem. Der Unternehmer als persönlich haftender Gesellschafter haftet jedoch für die Gesellschaftsschulden auch mit seinem Privatvermögen. Auch er muss die Unternehmersphäre streng von seiner Privatsphäre trennen; beide Sphären kommen jedoch bei der Privatentnahme zusammen. Hierbei entzieht der Unternehmer seinem Unternehmen Vermögenswerte, die in den privaten Bereich fließen und dort nicht-unternehmerischen Zwecken dienen.

## Rechtsfragen
Interessenkonflikte können entstehen, wenn eine natürliche Person ihre Privatsphäre mit der beruflichen Sphäre vermischt. Die OECD hat 2006 den Interessenkonflikt für öffentliche Bedienstete wie folgt definiert: „Ein Interessenkonflikt ist ein Konflikt zwischen den Amtspflichten und den Privatinteressen eines öffentlichen Bediensteten, bei dem die Interessen, die ein öffentlicher Bediensteter in seiner Eigenschaft als Privatperson hat, die Wahrnehmung seiner amtlichen Pflichten und Verantwortlichkeiten auf unbillige Weise beeinflussen können“. Dies trifft auf alle Arbeitnehmer gegenüber ihren Arbeitgebern und Dritten zu. Interessenkonflikte sind ein Indiz dafür, dass eine Privatperson eine strikte Trennung privater Interessen und dienstlicher Belange nicht vorgenommen hat und damit möglicherweise Straftatbestände wie Untreue verwirklicht.
Eine Privatperson, die einen ordnungsgemäß gemeldeten Unternehmer mit Dienstleistungen oder Werkleistungen beauftragt, haftet gegenüber den Leistungsträgern, Sozialversicherungsträgern und den Finanzbehörden grundsätzlich nicht für die sozialversicherungsrechtlichen und steuerrechtlichen Schulden des Unternehmers, die im Rahmen der Ausführung des konkreten Auftrags etwa durch Schwarzarbeit entstanden sind.
Freiberuflich tätige Berufsbetreuer sind natürliche Personen, die als Privatpersonen Betreuungen führen, jedoch mit dem Anspruch auf Vergütung gemäß § 1836 Abs. 2 BGB in Verbindung mit § 1908i Abs. 1 Satz 1 BGB.
Eine öffentlich-rechtliche Forderung (Steuer, Sozialhilfe) behält im Falle ihres Überganges auf eine Privatperson ihren öffentlich-rechtlichen Charakter und muss demgemäß im Wege eines öffentlich-rechtlichen Rechtsstreits zwischen Privatpersonen im Verwaltungs-, Finanz-, Sozialrechtsweg ausgefochten werden.

## Beispiele
Bucht ein Unternehmer als Privatperson eine private Urlaubsreise, so muss er diese aus seinem Privatvermögen bezahlen, während eine Dienstreise von seinem Unternehmen als Reisekosten zu übernehmen ist. Nutzt der Unternehmer einen Firmenwagen für seine private Urlaubsreise, so sind die nicht-unternehmerischen Aufwendungen (Benzinkosten) aus den Betriebsausgaben der Gewinn- und Verlustrechnung herauszurechnen und als Privatentnahme eigenkapitalmindernd zu verbuchen.
Wer sein dienstlich erworbenes Wissen nutzt, um davon als Privatperson zu profitieren, kann einer Interessenkollision unterliegen. Wer als Bankangestellter beispielsweise kurserhebliche Informationen erhält und diese als Privatperson durch private Transaktionen ausnutzt, bevor diese Informationen öffentlich bekannt geworden sind, handelt als Insider. Ein Insidergeschäft liegt gemäß Art. 8 Absatz 1 Satz 1 Marktmissbrauchsverordnung (MMVO) vor, wenn jemand ein Finanzinstrument unter Nutzung einer Insiderinformation für eigene oder fremde Rechnung direkt oder indirekt erwirbt oder veräußert. Diese Insidergeschäfte sind gemäß § 119 Abs. 5 WpHG strafbar.